# گروموف (آستراخان)
گروموف (به لاتین: Gromov) یک منطقهٔ مسکونی در روسیه است که در استان آستراخان واقع شده‌است.